# Hydroélectricité en Turquie

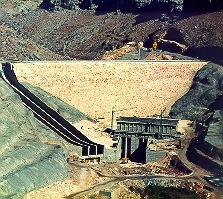
Barrage de Dicle (110 MW) sur le Tigre, dans la province de Diyarbakır.

Le secteur de l'hydroélectricité en Turquie occupe une place importante dans l'économie du pays : sa part dans la production d'électricité, très variable selon l'abondance des pluies, était de 21,2 % en 2024 (19,6 % en 2023, 16,7 % en 2021, 29,2 % en 2019).
La Turquie se classe en 2024 au 10e rang mondial des producteurs d’hydroélectricité, avec 1,7 % de la production hydroélectrique mondiale et au 2e rang européen derrière la Norvège et devant la France. Sa puissance installée hydroélectrique est au 9e rang mondial avec 2,3 % du total mondial et au 2e rang européen derrière la Norvège.
Le potentiel hydroélectrique n'est exploité qu'à 50 % environ, mais le développement de la production hydroélectrique est très rapide : elle a été multipliée par 3,2 entre 1990 et 2024 ; mais la production totale d'électricité a été plus que sextuplée, si bien que la part de l'hydroélectricité a reculé de 40,2 % à 21,2 %.

## Potentiel hydroélectrique
Le potentiel hydroélectrique brut théorique était évalué en 2013 par le Conseil mondial de l'énergie à 432 TWh/an ; la production atteignait 57 TWh en 2011, avec une puissance installée de 17 GW, et les projets en cours de construction atteignaient 8,2 GW avec une production annuelle prévue de 25 TWh/an ; environ 23 TWh/an de projets supplémentaires sont planifiés à plus long terme. Le potentiel de la petite hydraulique est évalué à 39 TWh/an, dont 2,5 TWh/an sont exploités en 2011 (636 MW).
Sur les 433 TWh/an de potentiel théorique, 216 TWh/an sont techniquement viables et 127,4 TWh/an économiquement exploitables.

## Production
Selon l'International Hydropower Association (IHA), la production hydroélectrique de la Turquie s'est élevée à 75 TWh en 2024, soit 1,6 % du total mondial, loin derrière la Chine (1 424 TWh, 30,4 %) et au 2e rang européen avec 11 % du total européen, derrière la Norvège (20,6 %).
L'Energy Institute estime la production hydroélectrique de la Turquie à 74,9 TWh en 2024, soit 1,7 % de la production mondiale, au 10e rang mondial, derrière la Chine (30,4 %), le Brésil (9,3 %), le Canada (7,7 %), les États-Unis (5,4 %), la Russie (4,7 %), l'Inde (3,5 %) et la Norvège (3,1 %) ; en Europe, la Turquie occupe le 2e rang avec 10,7 % du total européen, loin derrière la Norvège (20 %) et devant la France (10,2 %) et la Suède (9,3 %). Elle est en hausse de 16,7 % en 2024 et de 84 % en dix ans. Sa part dans la production d'électricité du pays est de 21,2 %.
| Année                                         | Production hydro | Variation | Production élec. totale | % hydro |
| 1990                                          | 23 148           |           | 57 543                  | 40,2 %  |
| 2000                                          | 30 879           |           | 124 922                 | 24,7 %  |
| 2010                                          | 51 796           |           | 211 208                 | 24,5 %  |
| 2011                                          | 52 338           | +1,0 %    | 229 393                 | 22,8 %  |
| 2012                                          | 57 865           | +10,6 %   | 239 496                 | 24,2 %  |
| 2013                                          | 59 420           | +2,7 %    | 240 154                 | 24,7 %  |
| 2014                                          | 40 645           | -31,6 %   | 251 963                 | 16,1 %  |
| 2015                                          | 67 146           | +65,2 %   | 261 783                 | 25,6 %  |
| 2016                                          | 67 231           | +0,1 %    | 274 408                 | 24,5 %  |
| 2017                                          | 58 218           | -13,4 %   | 297 278                 | 19,6 %  |
| 2018                                          | 59 938           | +3,0 %    | 304 802                 | 19,7 %  |
| 2019                                          | 88 823           | +48,2 %   | 303 893                 | 29,2 %  |
| 2020                                          | 78 094           | -12,1 %   | 306 699                 | 25,5 %  |
| 2021                                          | 55 926           | -28,4 %   | 334 718                 | 16,7 %  |
| 2022                                          | 66 802           | +19,4 %   | 328 375                 | 20,3 %  |
| 2023                                          | 63 839           | -4,4 %    | 326 296                 | 19,6 %  |
| 2024                                          | 74 900           | +16,7 %   | 352 900                 | 21,2 %  |
| Sources : Agence internationale de l’énergie. |                  |           |                         |         |

Les variations climatiques entrainent des fluctuations importantes : la production hydroélectrique brute de 1994 a été inférieure de 10 % à celle de 1993 ; celle de 1999 est inférieure de 18 % à celle de 1998, et en 2000 elle a plongé de 11 % supplémentaires, puis en 2001 de 22 % ; on note également une chute de 14 % en 2005 et une autre de 19 % en 2007, suivie d'un recul de 7 % en 2008 ; dans le tableau ci-dessus, on note quatre reculs importants en 2014, 2017, 2020 et 2021. De 2019 à 2021, la part de l'hydroélectricité chute de 29,2 % à 16,8 %.
Selon l'IHA, la production hydroélectrique de la Turquie s'est élevée à 66 TWh en 2023, au 12e rang mondial avec 1,5 % du total mondial et au 2e rang européen avec 10,4 % du total européen.
La production hydroélectrique turque s'est abaissée à 55 TWh en 2021, au 13e rang mondial avec 1,3 % du total mondial et au 4e rang européen derrière la Norvège (144 TWh), la Suède (71 TWh) et la France (63 TWh).
En 2020, la production hydroélectrique turque se classait au 9e rang mondial avec 1,8 % du total mondial, et au 2e rang européen derrière la Norvège (141,7 TWh) et devant la Suède (71,6 TWh) et la France (64,8 TWh).
L'IHA classe la production hydroélectrique de 2019 au 8e rang mondial avec 2,0 % du total mondial et celle de 2018 au 12e rang mondial avec 1,4 % du total mondial et au 4e rang européen derrière la Norvège (139,5 TWh), la France (63,1 TWh) et la Suède (60,9 TWh).
La Turquie a subi en 2017 sa sécheresse la plus sévère depuis 44 ans, selon le Ministère des Forêts et de la gestion de l'eau, mais la chute de la production a pu être limitée à 12,7 % grâce à une gestion efficace des réserves.

## Puissance installée

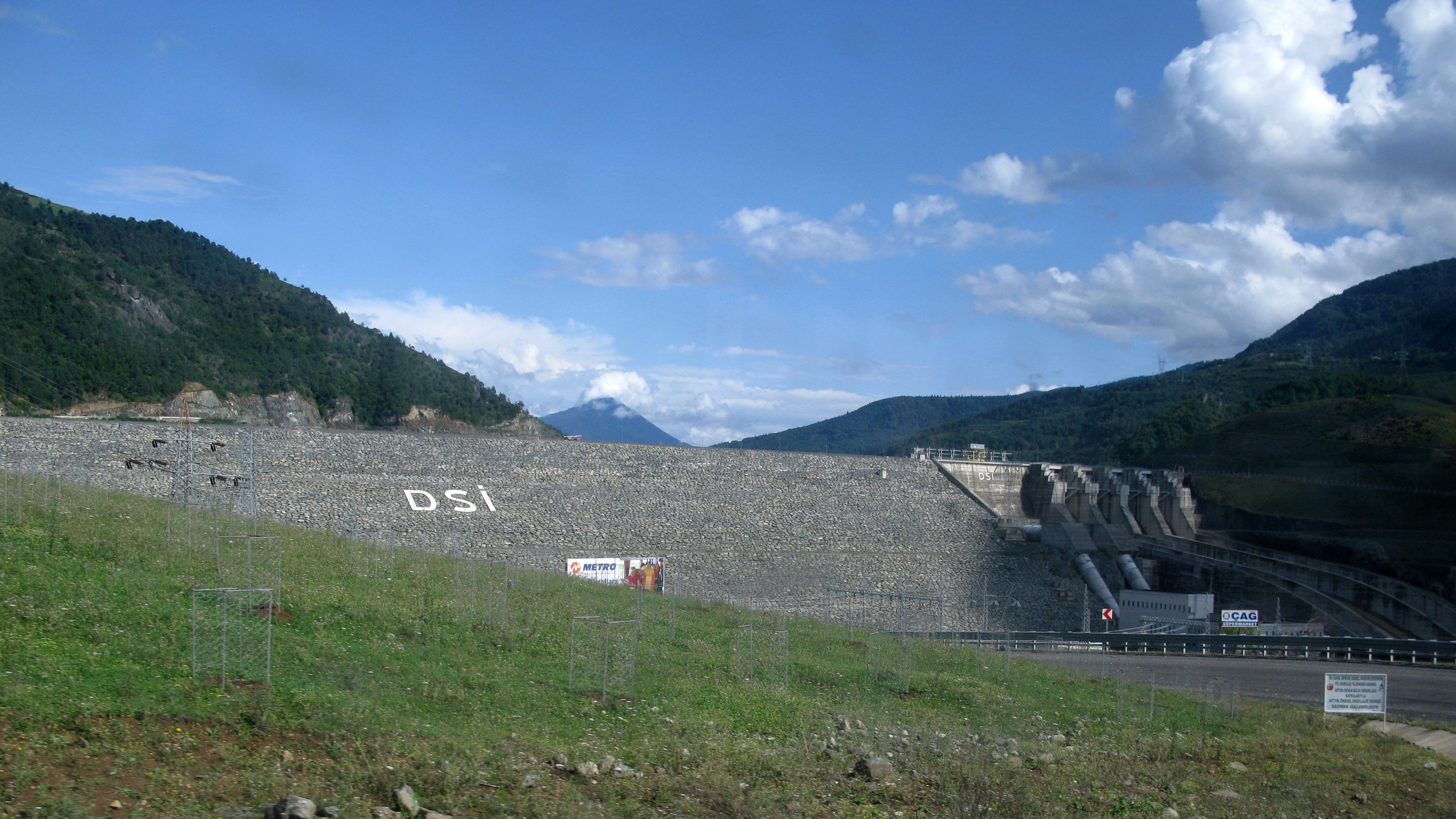
Barrage de Borçka, province d'Artvin, 2009.

La puissance installée des centrales hydroélectriques de la Turquie atteignait 32 770 MW fin 2024, soit 12,5 % du total européen, au 2e rang européen derrière la Norvège (12,9 %) et devant la France (9,9 %), et au 9e rang mondial avec 2,3 % du total mondial. Les mises en service de 2024 ont atteint 241 MW, soit 1,0 % du marché mondial, au 11e rang mondial. 600 MW sont en construction.
Les mises en service de 2023 ont atteint 399 MW, soit 2,9 % du total mondial, au 8e rang mondial. La Turquie a 2,3 GW de projets en développement, dont 460 MW en construction.
En novembre 2022, la centrale de Yusufeli (558 MW) a été inaugurée ; sa construction a commencé en 2013 et sa mise en service commerciale complète s'effectuera à l'été 2023. Son barrage de 275 m est le plus haut du pays et l'un des dix plus hauts du monde. 
Les mises en service de 2021 s'élèvent à 513 MW, dont la centrale Alpaslan II (250 MW) et celle de Gürsögüt (58 MW), ainsi que 30 ouvrages de petite hydraulique.
Les 2 480 MW mis en service en 2020 font de la Turquie le deuxième marché mondial ; les principaux projets achevés en 2020 sont le barrage d'Ilisu (1 224 MW), dans le sud-est du pays, sur le Tigre, les projets Kaleköy inférieur (500 MW), Cetin (429 MW) et Alpaslan II (120 MW).
Fin 2019, la puissance installée hydroélectrique de la Turquie atteignait 28 503 MW, au 2e rang européen et au 9e rang mondial avec 2,2 % du total mondial. Les mises en service de 2019 ont été de 219 MW ; le barrage d'Ilisu a entamé le remplissage de son réservoir ; à son achèvement, sa centrale de 1 200 MW sera la quatrième plus puissante du pays.
Fin 2018, la puissance installée hydroélectrique turque s'élevait à 28 358 MW, au 2e rang européen et au 9e rang mondial avec 2,2 % du total mondial.
En 2018, 1 085 MW ont été mis en service, dont le projet Kaleköy supérieur (625 MW), à l'est du pays, sur la rivière Murat équipée d'une cascade de six projets, dont Kaleköy inférieur (500 MW) dont l'achèvement est prévu en 2020. Dans la même région, le barrage de Kığı (140 MW) a également été mis en service en 2018.
Les mises en service de 2017 ont atteint 592 MW, dont les principales ont été le barrage de Kığı (140 MW), Kargı (97 MW), le premier groupe de Darıca 2 (74 MW) et Doğançay (62 MW).
En 2016, 363 MW ont été mis en service en Turquie.
En 2015, la Turquie a été l'un des pays les plus actifs dans le développement de l'hydroélectricité avec 2 225 MW de nouvelles capacités installées, au 3e rang mondial derrière la Chine (19 370 MW) et le Brésil (2 457 MW) ; la Turquie a annoncé 101 nouveaux projets totalisant plus de 2 000 MW. Au cours de l'année 2015, la principale mise en service a été celle de la centrale Beyhan 1 (582 MW), comprenant 3 groupes Francis de 186 MW et un de 25 MW ; ont été mises en service également les centrales de Bagistas (141 MW), Pembelik (128 MW) et Kargi (102 MW).

## Organisation du secteur
L'Agence des ouvrages hydrauliques de l'État (DSI en turc), créée en 1953, est responsable de la gestion des eaux en Turquie.
La compagnie nationale EÜAŞ (Elektrik Üretim A.Ş.) produisait 38 % de l'électricité du pays en 2012, avec 24 775 MW, soit 43,4 % de la capacité installée du pays. Cette capacité se répartissait en 49,3 % d'hydraulique, 16,6 % de gaz naturel, 31,3 % de lignite et charbon.
Depuis la libéralisation du marché de l'énergie en 2003, des actifs de production de l'entreprise nationale EÜAŞ ont été progressivement transférés au secteur privé. L'Administration turque de privatisation (ÖİB) a lancé des appels d'offres pour la privatisation de dix centrales hydroélectriques en juillet 2015.

## Politique énergétique
La loi sur l'énergie renouvelable de 2010 a instauré un tarif d'achat garanti pour la production des centrales hydroélectriques équivalant à 0,073 US$/kWh pour une période de dix ans, plus un rabais de 85 % sur les coûts de transport de l'électricité pour la même période.
La Turquie s'est fixé un objectif de 36 000 MW hydrauliques pour 2023.

## Répartition géographique
La majeure part de la production d'hydroélectricité turque provient des bassins supérieurs du Tigre et de l'Euphrate :

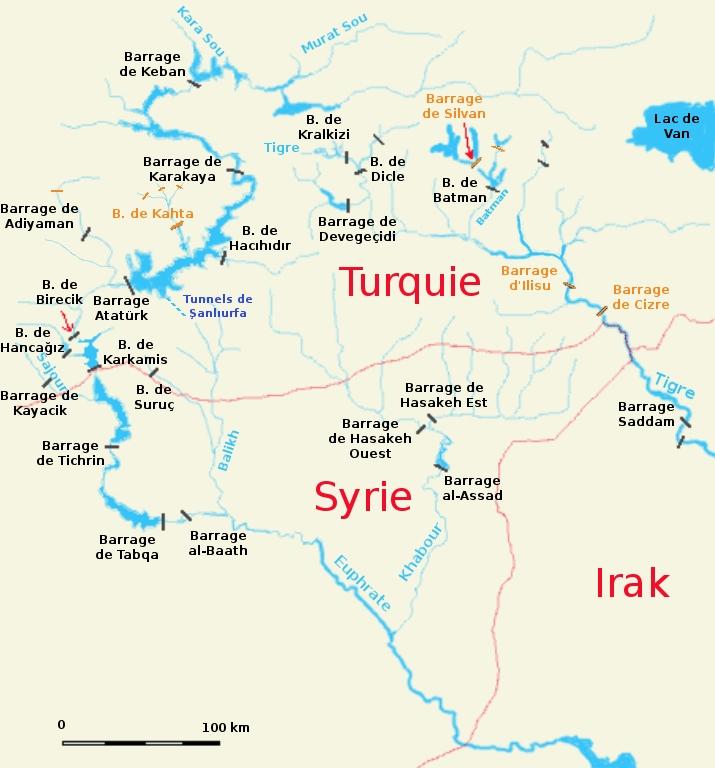
Carte des barrages du haut bassin Tigre-Euphrate en 2006.

Plusieurs barrages importants (barrage d'Altınkaya, barrage de Boyabat) sont situés dans le bassin du fleuve Kızılırmak qui se jette dans la mer Noire :

Bassin du fleuve Kızılırmak.

Le barrage de Deriner et le barrage de Borçka sont sur le Çoruh Nehri qui se jette dans la mer Noire en Géorgie :

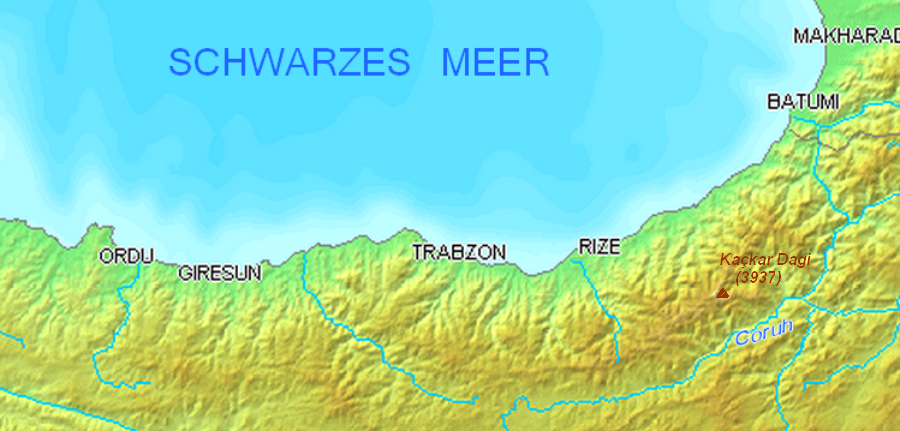
Bassin du fleuve Çoruh Nehri.

## Projet d'Anatolie du Sud-est

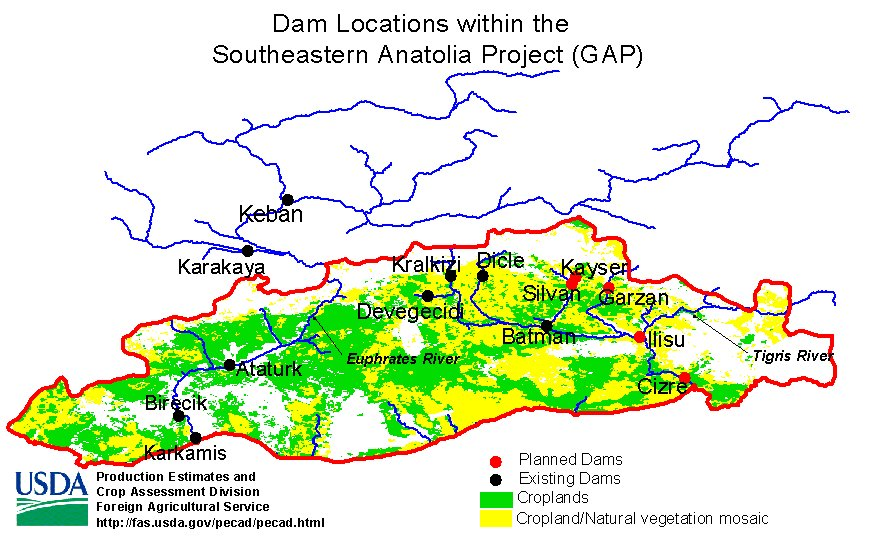
Carte des barrages du Projet d'Anatolie du Sud-est

Pour répondre aux besoins croissants d'électricité et d'irrigation du pays, le gouvernement a lancé en 1989 un vaste programme de construction de 22 barrages et 19 centrales hydroélectriques, dénommé projet d'Anatolie du Sud-est (GAP). En 2000, le GAP fournissait 19 % des besoins énergétiques turcs. En 2014, la puissance installée des dix centrales achevées (74 % du projet) atteignait 5 539 MW et leur potentiel de production annuelle 20,6 TWh ; les trois principales centrales sont celles du barrage Atatürk (2 400 MW), du barrage de Karakaya (1 800 MW) et du barrage de Birecik (672 MW). Le barrage d'Ilısu, dont le taux d'avancement de chantier atteignait 70 % fin 2014, apportera 1 200 MW supplémentaires et portera à 90 % le taux de réalisation du projet GAP.
Le tableau ci-dessous présente la part du projet d'Anatolie du Sud-est (GAP) dans la production hydroélectrique de la Turquie ainsi que dans la production d'énergie électrique globale.
| Année | Turquie                    | Turquie                          | Turquie                   | Production hydroélectrique du GAP (GWh) | Part du GAP | Part du GAP                                        | Part du GAP                               |
| Année | Production thermique (GWh) | Production hydroélectrique (GWh) | Production éolienne (GWh) | Production hydroélectrique du GAP (GWh) | Total (GWh) | Part du GAP dans la production hydroélectrique (%) | Part du GAP dans la production totale (%) |
| 1995  | 52 548                     | 31 973                           |                           | 16 114                                  | 84 521      | 50                                                 | 19                                        |
| 2000  | 94 041                     | 30 881                           |                           | 12 100                                  | 124 922     | 39                                                 | 10                                        |
| 2005  | 121 900                    | 39 600                           | 60                        | 18 700                                  | 161 500     | 47                                                 | 11                                        |
| 2006  | 131 400                    | 44 200                           | 130                       | 21 400                                  | 175 200     | 48                                                 | 12                                        |
| 2012  | 174 151                    | 57 865                           | 5 860                     |                                         | 239 496     |                                                    |                                           |

## Principales centrales hydroélectriques

Principales centrales hydroélectriques en Turquie
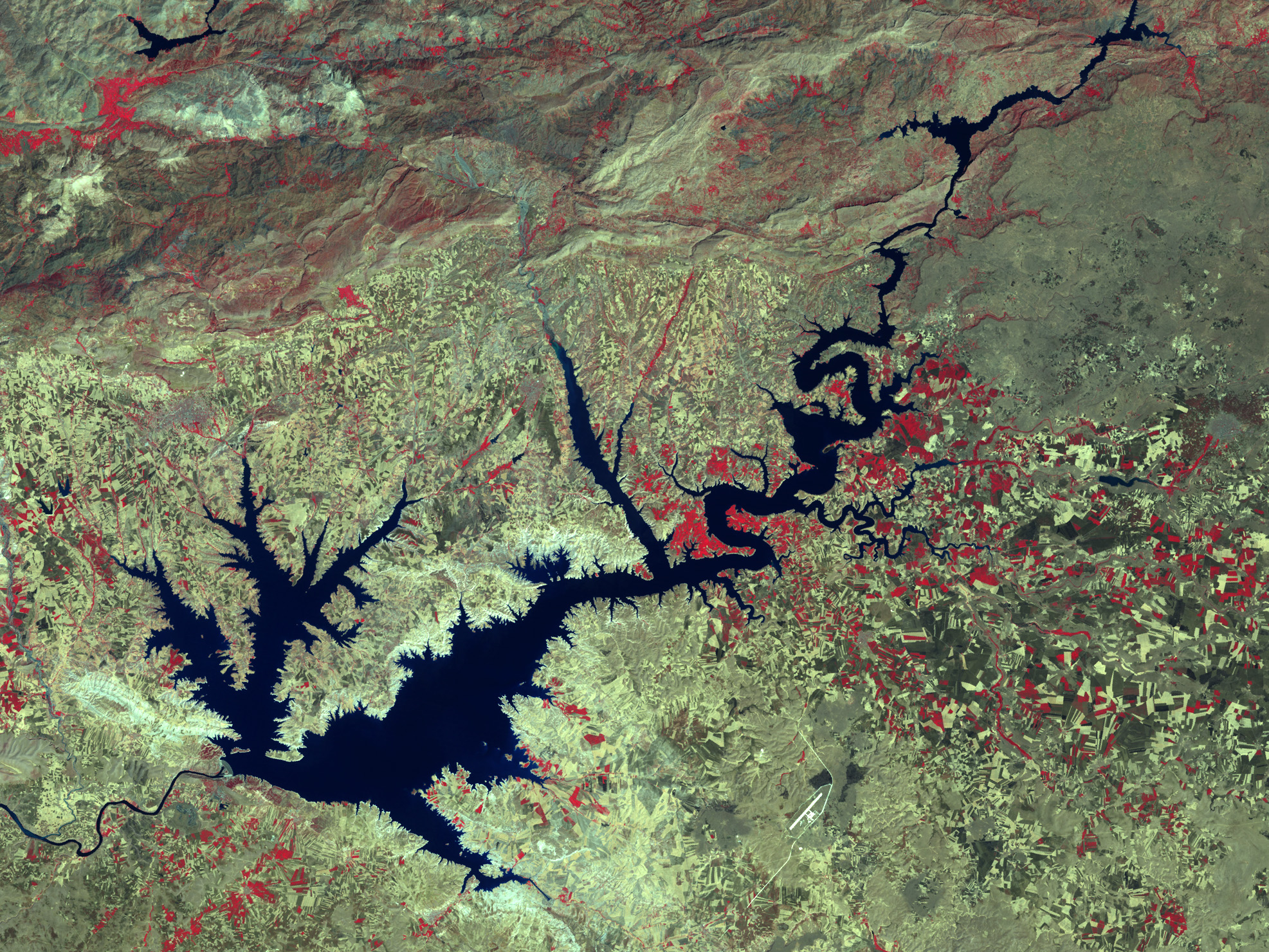
Image Landsat du lac du barrage Atatürk en 2002.
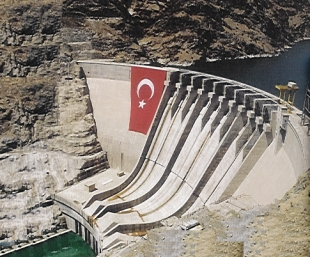
Barrage de Karakaya en 2005.
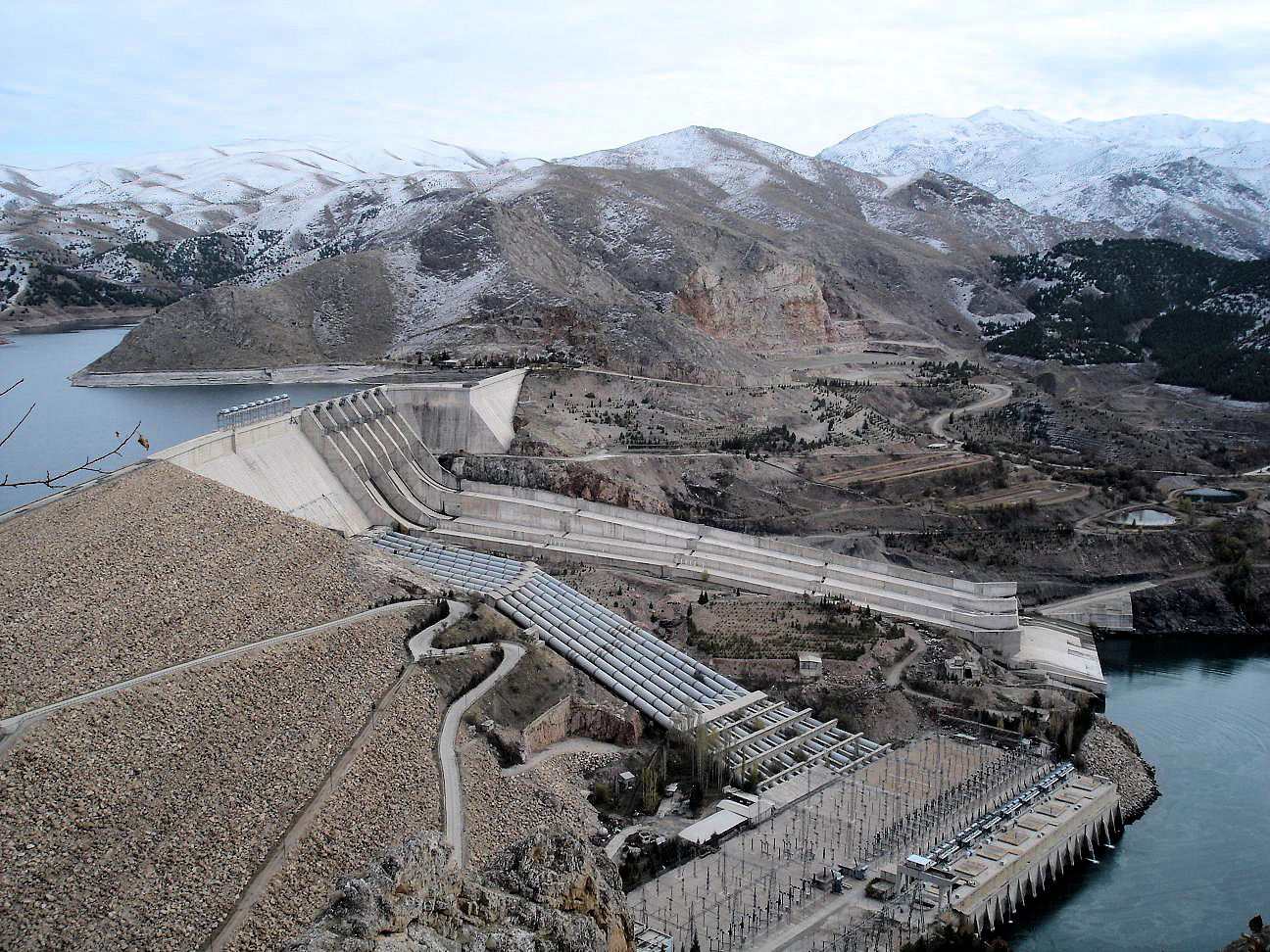
Barrage de Keban en 2004.
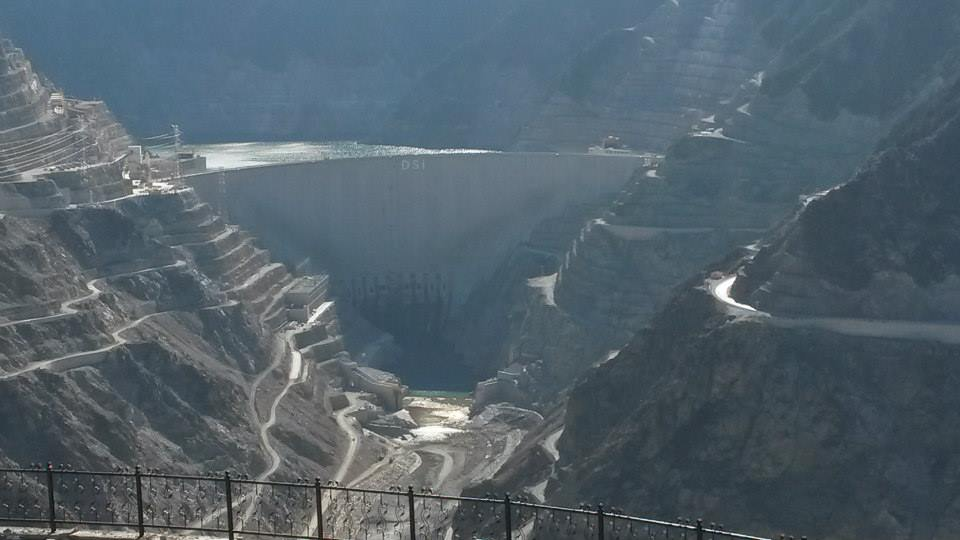
Barrage de Deriner durant sa construction, en 2012.
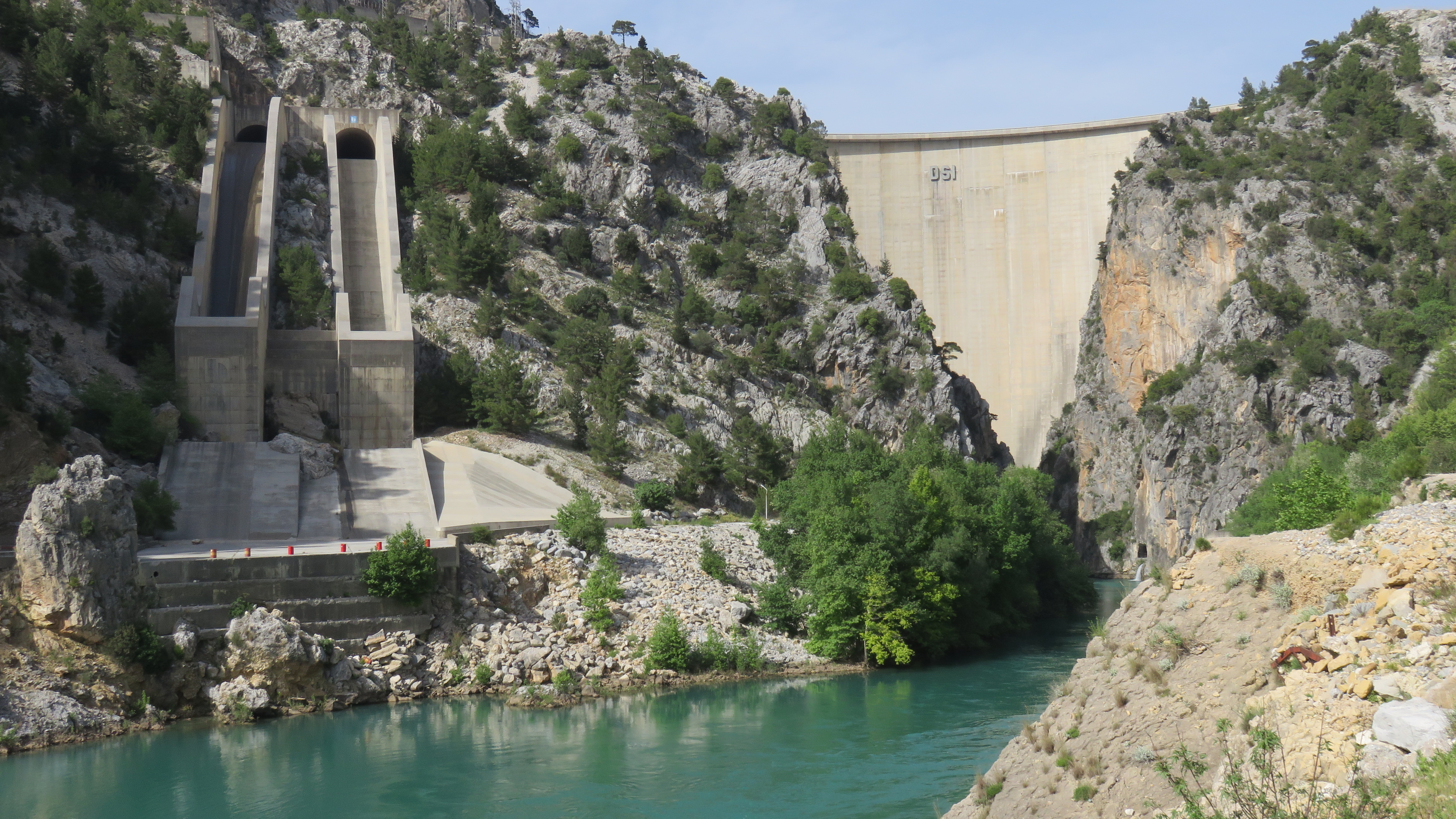
Barrage d'Oymapınar et son évacuateur de crue, en 2016.
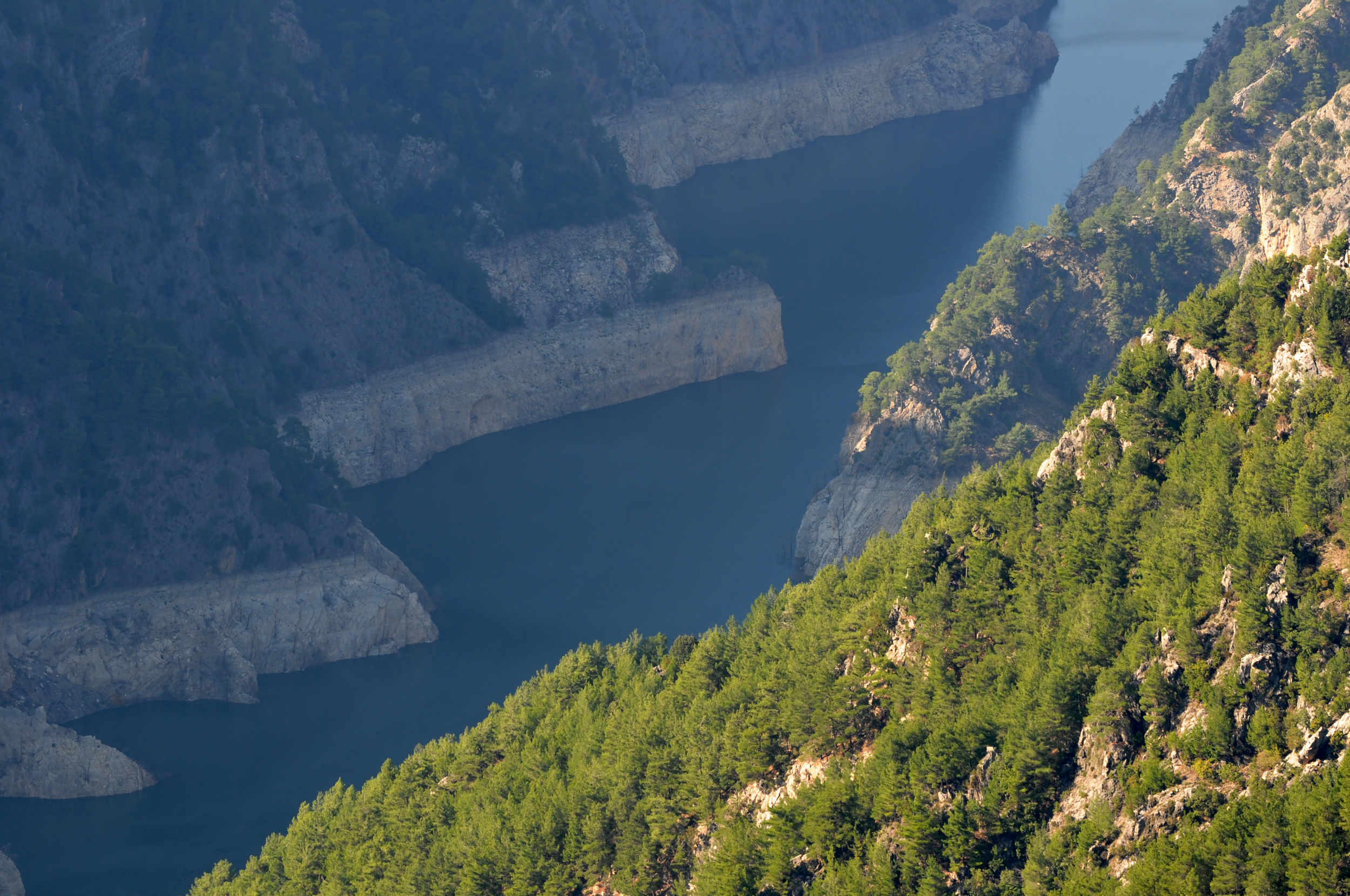
Lac du barrage de Berke en 2014.
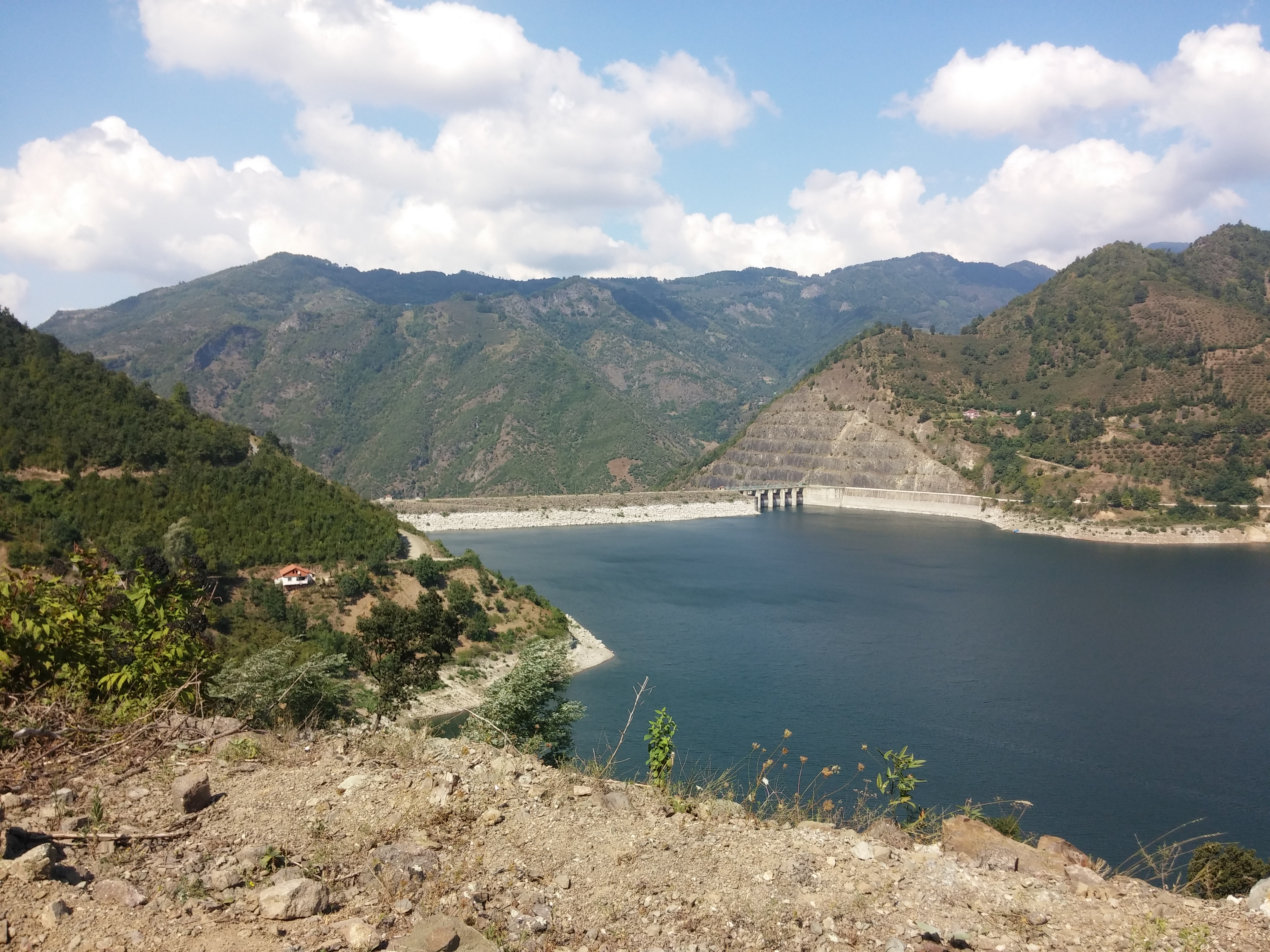
Barrage de Hasanugurlu en 2016.

Principales centrales hydroélectriques :
| Nom                          | Province                     | Cours d'eau    | Puissance (MW) | Productible (GWh) | Construction | Opérateur                                     | Notes  |
| ---------------------------- | ---------------------------- | -------------- | -------------- | ----------------- | ------------ | --------------------------------------------- | ------ |
| Atatürk                      | Şanlıurfa                    | Euphrate       | 2 400          | 8 900             | 1983-1993    | EÜAŞ                                          | [ 18 ] |
| Karakaya                     | Diyarbakır                   | Euphrate       | 1 800          | 7 354             | 1976-1987    | EÜAŞ                                          | [ 18 ] |
| Keban                        | Elâzığ                       | Euphrate       | 1 330          | 6 000             | 1974-1982    | EÜAŞ                                          | [ 19 ] |
| Ilısu                        | Dargeçit, province de Mardin | Tigre          | 1 200          | 3 800             | 2006-2020    |                                               | [ 20 ] |
| Altınkaya                    | Samsun                       | Kizilirmak     | 700            | 1 632             | 1980-1988    | EÜAŞ                                          | [ 21 ] |
| Birecik                      | Şanlıurfa                    | Euphrate       | 672            | 2 518             | 1993-2000    | Verbundplan Birecik Barajı İşletme Ltd Sti    | [ 18 ] |
| Deriner                      | Artvin                       | Çoruh Nehri    | 670            | 2 118             | 1998-2013    | DSI                                           |        |
| Kaleköy supérieur            | Bingöl                       | Murat Nehri    | 625            |                   | ...-2015     |                                               | [ 10 ] |
| Beyhan 1                     |                              | Murat Nehri    | 580            |                   | ...-2018     |                                               | [ 10 ] |
| Barrage de Yusufeli          | Artvin                       | Tchorokhi      | 558            | 1700              | 2013-2022    | Agence publique de l'eau (en)                 | [ 12 ] |
| Oymapinar                    | Antalya                      | Manavgat Nehri | 540            | 1 620             | 1977-1984    | Cengiz Enerji San Ve TiC AS                   | [ 22 ] |
| Berke                        | Osmaniye                     | Ceyhan         | 510            | 1 672             | 1990-2002    | Cukurova Elektrik AS                          | [ 22 ] |
| Boyabat                      | Sinop                        | Kizilirmak     | 513            |                   | 2008-2012    | Dogan Enerji Yatirimlari Sanayi ve Ticaret AS | ,      |
| Hasan Uğurlu                 | Samsun                       | Yeşilırmak     | 500            | 1 217             | 1971-1983    | EÜAŞ                                          | [ 21 ] |
| Barrage du Kaleköy inférieur | Bingöl                       | Murat Nehri    | 500            |                   | ...-2020     |                                               | [ 8 ]  |
| Ermenek                      | Karaman                      | Göksu Nehri    | 309            | 1 187             | -2009        | DSI                                           |        |
| Borçka                       | Artvin                       | Çoruh Nehri    | 300            | 1 039             | -2007        | DSI                                           | [ 25 ] |
| Alpaslan-2 (en)              | Muş                          | Murat Nehri    | 280            | 850               | ...-2021     |                                               | ,      |